# Chamaecrista leucopilis
Chamaecrista leucopilis là một loài thực vật có hoa trong họ Đậu. Loài này được (Harms) H.S.Irwin & Barneby miêu tả khoa học đầu tiên.